# Chinoperla spinata
Chinoperla spinata is een steenvlieg uit de familie borstelsteenvliegen (Perlidae). De wetenschappelijke naam van de soort is voor het eerst geldig gepubliceerd in 2010 door Sivec & Stark.